# バドラー・カピラーニー
バドラー・カピラーニー（梵: Bhadrā-Kapilānī 、巴: Bhaddā Kapilānī、音写：跋陀羅迦毘羅耶、漢訳：妙賢、賢色黄女など）は、釈迦仏の女性の弟子である。大迦葉の元妻であった。名前のパーリ語形はバッダー・カピラーニー。

## 略歴
ヴァイシャリー国郊外、カピラカ村のバラモン、コーシャの娘として生まれた。彼女が16歳の頃である。ピッパリ（大迦葉の青年期の俗名）は両親に結婚を勧められるも、彼自身は結婚したくなかったので、両親は工巧に美しい金の女人像を造らせ、「これと同じ女性でないと結婚しない」という大迦葉の意を飲んで、8人のバラモンに探させた。バラモン達はマッダ国のサーガラ河の川岸でその像を台車に載せて休んでいたところ、カピラーニーの乳母がその像を見て見間違えたのを機に縁談がまとまったという。
しかしピッパリもカピラーニーも共に結婚を拒んで出家したいとそれぞれ考えていた。ある時、ピッパリとカピラーニーの双方が手紙を書き使者に遣わしたが、その使者同士が途中で出会い、その手紙の内容を読み、後々のことを考えて破り捨てて別の当り障りのない内容の手紙を書き届けた。後日しばらくしてピッパリが浮浪者に身をやつして彼女の家に行って結婚の意志を確かめに行くと、お互いの出家の意志を知り、それを承知の上で結婚したという。

### 出家後
そして12年間、子供もないまま時を経てピッパリの両親が亡くなった後のある日、ピッパリは田畑を耕す家畜の苦しみ（あるいは土から這い出た虫が鳥に啄ばまれたの）をみて思惟（しゆい）し、片やカピラーニーも、庭で胡麻を乾燥させていると、このまま油を搾ると虫を殺してしまう（あるいは土から這い出た虫が鳥に啄ばまれたの見て）と思惟し、お互いが出家する時だと決意した。彼らは剃髪して粗衣を着て、鉢を持って召使いに気づかれぬよう家出した。バラモンの村を出てシュードラの住む村に入ると、皆から引き止められたが、彼らはそれを振り切り村を出た。
最初は同行していたが分かれ道に出ると、このままではよくないと思惟し、彼は右へ、そして彼女は左へと歩んでいったという。この時、釈迦仏はマガダ国のラージャグリハ（王舎城）郊外にある竹林精舎に在していたが、大地の振動を感じられ、彼らが二つの道に分別（わか）れたことを感ぜられ、ラージャガハとナーラダ村の間にある一本のニグローダ樹下に坐し、ピッパリが来るのを待った。そしてピッパリは来たって仏弟子となり、マハーカーシャパ（摩訶迦葉）と名乗るようになったといわれる。
一方、カピラーニーはコーサラ国サーヴァッティー（舎衛城）郊外の祇園精舎に近い、修行者の園へ着いた。彼女は一人で無衣外道（ジャイナ教の空衣派）のもとで修行しようとするが、彼女の生来の美しさゆえ、それら外道の輩の欲心を刺激し、数多の凌辱を受けたという。後のある時、彼女はマガダ国の王舎城で、今は仏弟子となって大迦葉と呼ばれる嘗てのピッパリに出会った。大迦葉の問いに対し、彼女はその苦境を話すと、彼はカピラーニーを竹林精舎に連れ帰り、仏の許しを得て、マハー・プラジャパティー（摩訶波闍波提）比丘尼より具足戒を受けせしめた（南伝仏教では、仏教教団に比丘尼集団ができた時、天眼通を得ていた大迦葉が外道のもとで修行している彼女を見つけ出し、ある比丘に頼んで迎えに行ってもらって仏弟子にさせたという）。
出家した彼女は、托鉢で街に出ると、「なぜこんなに美しい人が出家したのか？」と皆から言われ、恥ずかしくなって托鉢しなくなった。見かねた大迦葉は仏の許しを得て自ら乞食（こつじき）して得た食物の半分を与えていたが、トウッラナンダー（偸羅難陀）比丘尼から嘲笑され呵責された。これを聞いた大迦葉は、このままではカピラーニーのためにならないと思惟し、自分で考えて行動するように諭し彼女のもとを離れた。これによりカピラーニーは大勇猛心を起し、その後は眠ることなく正法を念じ自責し修行を続けた結果、ついに悟りを開くことができたという。
またある時、彼女はマガダ国のアジャータシャトル（阿闍世＝あじゃせ）王の一大臣によって、むりやり王宮に連れ込まれ凌辱を受けたが、このことが比丘尼衆の間で問題となった。そこで、釈迦仏は「汝はその時に快感を得たか」と問うと、彼女は「私は既にすべての欲を離れており、どうして快感を持つことがありましょうか」と答えた。仏は「このよう場合は、比丘尼は罪を犯したことにならない」と判定されたという。また十誦律2、経律異相23には、かつてコーサラ国のプラセーナジット（波斯匿＝はしのく）王に迫られるも、脱して祇園精舎に至るとあり、仏は「心に愛染なくんば罪なし」と判定されたとも説かれている。

## 伝記
彼女については、仏本行集経45、根本説一切有部苾芻尼毘奈耶巻2、跋陀羅比丘尼経などに詳しく説かれている。